# Liste der Monuments historiques in Thonnelle
Die Liste der Monuments historiques in Thonnelle führt die Monuments historiques in der französischen Gemeinde Thonnelle auf.

## Liste der Objekte
| Bezeichnung          | Beschreibung                                        | Standort                        | Kennzeichnung | Schutzstatus | Datum | Bild |
| -------------------- | --------------------------------------------------- | ------------------------------- | ------------- | ------------ | ----- | ---- |
| Drehbarer Tabernakel | Holz, farbig gefasst und vergoldet, 18. Jahrhundert | in der Kirche St-Hilaire (Lage) | PM55002415    | Inscrit      | 1992  |      |